# Hirschstein
Hirschstein è un comune di 2.369 abitanti della Sassonia, in Germania.
Appartiene al circondario (Landkreis) di Meißen (targa MEI).